# Sawka (potok)
Sawka – potok, prawy dopływ rzeki Stradomka. Wypływa na granicy wsi Krasne-Lasocice i Słupia w województwie małopolskim, w powiecie myślenickim, w gminie Raciechowice, początkowo płynie tą granicą, niewielki odcinek przepływa na obszarze wsi Krasne-Lasocice, następnie granicą Krasne-Lasocice z Krzesławicami, Bojańczyc z Krzesławicami, wieś Bojańczyce, następnie przez wieś Sawa, w której uchodzi do Stradomki.
Sawka ma 7 lewych i 3 prawe dopływy. Jej zlewnia obejmuje rolnicze i zabudowane obszary wsi Bojańczyce, Sawa, Zegartowice, Krzesławice, Krasne-Lasocice. Pod względem geograficznym jest to obszar Pogórza Wiśnickiego.